# Avia BH-7
Avia BH-7 là một mẫu thử máy bay tiêm kích chế tạo ở Tiệp Khắc năm 1923.

## Tính năng kỹ chiến thuật
Đặc điểm tổng quát
- Kíp lái: 1
- Chiều dài: 6.84 m (22 ft 5 in)
- Sải cánh: 10.40 m (34 ft 1 in)
- Chiều cao: 2.83 m (9 ft 3 in)
- Diện tích cánh: 18.2 m2 (195 ft2)
- Trọng lượng rỗng: 855 kg (1.885 lb)
- Trọng lượng có tải: 1.150 kg (2.537 lb)
- Powerplant: 1 × Hispano-Suiza 8Fb, 310 kW (231 hp)

Hiệu suất bay
- Vận tốc cực đại: 240 km/h (149 mph)
- Tầm bay: 480 km (300 dặm)
- Trần bay: 8.000 m (26.200 ft)
- Vận tốc lên cao: 6,7 m/s (1.312 ft/phút)

Vũ khí trang bị
- 2 × Súng máy Vickers.303